# Pablo Villafranca
Pablo Villafranca (ur. 14 lipca 1965 w Brukseli) – belgijski piosenkarz i aktor hiszpańskiego pochodzenia.

## Życiorys
Rozpoczynał swoją karierę w belgijskiej grupie heavymetalowej o ciężkim brzmieniu i zespole rockowym, a następnie jako szef grup tanecznych, z którymi śpiewał. Wziął także udział w warsztatach Pieśń Brukseli. Był chórzystą podczas nagrań albumu belgijskiej piosenkarki Maurane „Différente – Les années Saravah” (1995). W 1996 roku zagrał na scenie Les Baladins en Agenais we francuskiej komedii kostiumowej Moliera Skąpiec, komedii William Szekspira Poskromienie złośnicy i sztuce Alienor z Akwitanii (Aliénor d’Aquitaine). Dołączył do zespołu Années Zazou (1997) i Années Twist (1993-98), gdzie spotykał Anne Warin. W 1998 z pomocą czterech pozostałych wspólników: Vinoya Marie, Jeana Marie, Reacha Manifaciera i Grégori Baqueta założył trupę teatralną Les Insolistes (1999-2002).
W dniu 13 listopada 2001 roku ukazała się jego pierwsza płyta solowa „Juste pour quelqu’un” (Po prostu dla kogoś), którą promowały dwa single – wydany w grudniu 2001 roku „Il n’y a que des hommes” (Istnieją tylko mężczyźni) i „Est ce qu’on saura” (Czy to, co wiemy).
W latach 2000–2002 odtwarzał postać Jozuego w musicalu Dziesięć przykazań (Les Dix Commandements), który odniósł fenomenalny sukces; odbyło się ponad 400 spektakli we Francji, Belgii i Szwajcarii, zakończyło się w Bercy w styczniu 2003. A singiel z utworem „La peine maximum” w jego wykonaniu sprzedał się w ilości ponad 300 000 egzemplarzy. Wystąpił jako Danny na scenie paryskiego Théâtre du Gymnase i Théâtre Comédia w musicalu Ja już widziałem (Je m’voyais déjà, 2008-2009) z muzyką Charles’a Aznavoura.
Zamieszkał w Argenteuil, w regionie Île-de-France, w departamencie Val-d’Oise.

## Dyskografia

### albumy solowe
- 2001: Juste pour quelqu’un (wyd. Epic/Sony);
  - 1. Il n’y a que des hommes
  - 2. Tout le monde pleure
  - 3. Pause
  - 4. Après
  - 5. Je fais comme je suis
  - 6. Est ce qu’on saura
  - 7. Aimer éperdument
  - 8. Juste pour quelqu’un
  - 9. Lumière
  - 10. On n’aime qu’une fois
  - 11. Marine

### single
- 2001: La peine maximum
- 2001: Il n’y a que des hommes
- 2002: Est ce qu’on saura

### składanki/gościnnie
- 1995: Maurane – Différente jako chórzysta
- 2000: Les Dix Commandements; utwory La peine maximum, Je n’avais jamais prié w duecie z Danielem Levi, zespołowo – L’envie d’aimer (Hymn do miłości) wyd. Atletico music/Universal